# Fairfield (Texas)
Fairfield é uma cidade localizada no estado norte-americano de Texas, no Condado de Freestone.

## Demografia
Segundo o censo norte-americano de 2000, a sua população era de 3094 habitantes.
Em 2006, foi estimada uma população de 3546, um aumento de 452 (14.6%).

## Geografia
De acordo com o United States Census Bureau tem uma área de
11,7 km², dos quais 11,7 km² cobertos por terra e 0,0 km² cobertos por água.

## Localidades na vizinhança
O diagrama seguinte representa as localidades num raio de 32 km ao redor de Fairfield.